# Хайн, Мирослав
Мирослав Хайн (чеш. Miroslav Hajn; 21 сентября 1894, Жамберк — 6 сентября 1963, Прага) — чешский авиаконструктор, доктор технических наук, профессор кафедры точной механики в Чешском техническом университете, в Праге. Один из сооснователей авиационного завода «Avia». Так же, работал главным инженером в ČKD-Praga, одной из крупнейших машиностроительных компаний в Чехословакии.

## Биография
В 1919 году, уже в ставшей независимой Чехословакии, Хайн, вместе с Павлом Бенешем основали компанию Avia, в которой и стали совместно выступать в роли главных конструкторов. Начали они с ремонта самолётов в мастерской на старом сахарном заводе в Высочанах. Год спустя они построили первый самолёт: Avia BH-1 — очень прогрессивно спроектированный для того времени моноплан с низким расположением крыла. Наименование BH было составлено из первых букв фамилий конструкторов. Производство моноплана продолжалось совместно с другими разработанными конструкциями. Это были, например, истребитель BH-3, двухместный спортивный BH-5, от которого пошли BH-9, BH-10 и BH-11 и которые соответственно успешно участвовали во многих отечественных и международных воздушных гонках. Чехословацкая армия использовала двухместные типы BH в качестве учебных и курьерских самолётов. Позже они начали выпускать бипланы, в том числе успешные истребители BH-21 и BH-33, которые выпускались по лицензии в других странах.
В 1929 году, после покупки компании Avia концерном «Шкода», Бенеш и Хайн перебрались в ЧКД-Прага. Здесь они совместно построили учебные самолёты Praga E-39 и E-41.
Пара Хайна и Бенеша раскололась в 1932 году, когда Хайн ушел в Letov.

### Педагогическая деятельность
21 марта 1946 года он получил степень доктора технических наук. В марте 1948 года он стал профессором авиастроения в Чешском техническом университете и возглавил Институт авиастроения на механическом и электротехническом факультете. Когда авиационная кафедра была переведена в Брно, Мирослав Хайн остался в Праге и перешел на недавно созданную кафедру точной механики и оптики.